# Mí mắt
Mí mắt là một nếp da mỏng bao phủ và bảo vệ mắt và có thể co lại nhờ cơ nâng mi (tiếng Anh: levator palpebrae superioris), để lộ giác mạc ra bên ngoài, đem lại tầm nhìn. Điều này có thể là theo ý thức chủ quan của cơ thể hoặc không. Mí mắt của con người có một hàng lông mi dọc theo viền mí mắt, giúp tăng cường khả năng bảo vệ mắt khỏi bụi và các mảnh vụn bên ngoài, cũng như tránh khỏi mồ hôi rơi vào mắt. Từ tiếng Latinh "Palpebral" hay "blepharal" có nghĩa là liên quan đến mí mắt.
Chức năng chính của mí mắt là cung cấp độ ẩm liên tục cho mắt cùng với các chất dịch khác trên bề mặt mắt để giữ ẩm, vì giác mạc phải được giữ ẩm liên tục. Cơ quan này giúp mắt tránh bị khô khi ngủ. Hơn nữa, phản xạ chớp mắt bảo vệ mắt khỏi các dị vật.
Việc hình thành phần mí mắt trên ở con người thường có sự khác biệt giữa các nhóm dân số khác nhau. Sự phổ biến của nếp rẻ quạt bao phủ góc mắt trong chiếm phần lớn dân số Đông Á và Đông Nam Á, và cũng được tìm thấy ở các mức độ khác nhau giữa các nhóm dân cư khác. Riêng biệt, nhưng cũng khác nhau tương tự giữa các quần thể, nếp gấp cho phần còn lại của mí mắt có thể tạo thành "mắt một mí", "mắt hai mí" hoặc một dạng trung gian.
Mí mắt có thể được tìm thấy ở các động vật khác, một số trong số chúng có thể có mí mắt thứ ba, hoặc màng nháy (ở mắt chim), màng thuẫn, màng nhầy (nictitating membrane). Một dấu tích của kiểu hình này còn tồn tại  ở người là nếp bán nguyệt (lica semilunaris).

## Cấu trúc

### Các lớp
Mí mắt được tạo thành từ nhiều lớp; từ ngoài vào trong, đó là: da, mô dưới da (subcutaneous tisue), cơ vòng mi (orbicularis oculi), vách hốc mắt (orbital septum) và các sụn mi (tarsal plates), và lớp kết mạc mi (palpebral conjunctiva). Các tuyến Meibom/ tuyến sụn mi nằm trong mí mắt và tiết ra phần lipid của màng nước mắt (tear film) là 1 lớp màng mỏng phía trước giác mạc, có cấu tạo từ ba lớp.

### Da
Lớp da mí mắt tương tự như các vùng khác, nhưng tương đối mỏng và có nhiều tế bào sắc tố hơn. Ở những người bị bệnh, chúng có thể bị chệch và gây ra sự đổi màu của mí. Nó chứa các tuyến mồ hôi và lông, sau này trở thành lông mi khi đường viền của mí mắt gặp nhau. Da của mí mắt chứa tuyến bã nhờn tập trung nhiều nhất được tìm thấy ở bất kỳ đâu trên cơ thể.

## Giải phẫu
Một biến thể giải phẫu trên người diễn ra ở các nếp gấp và nếp lằn của mí mắt trên.
Một nếp mí lớn, nếp gấp da của mí mắt trên bao phủ góc trong (mi giữa) của mắt, có thể xuất hiện dựa trên các yếu tố khác nhau, bao gồm tổ tiên, tuổi tác và các điều kiện y tế nhất định. Trong một số quần thể, đặc điểm này gần như phổ biến, đặc biệt ở người Đông Á và Đông Nam Á, nơi mà phần lớn, lên đến 90% trong một số ước tính, ở người trưởng thành có đặc điểm này.
Nếp mí trên là một biến thể phổ biến giữa những người thuộc chủng tộc Da trắng và Đông Á. Người phương Tây thường quan niệm mí trên của người Á Đông là "mắt một mí".
Tuy nhiên, mí mắt Đông Á được chia thành ba loại - một mí, mí lót và hai mí - dựa trên sự hiện diện hoặc vị trí của nếp mí. Jeong Sang-ki và cộng sự của Đại học Chonnam, Kwangju, Hàn Quốc, trong một nghiên cứu sử dụng tử thi người châu Á và da trắng cũng như bốn người đàn ông Hàn Quốc trẻ khỏe mạnh, cho biết rằng "mí mắt châu Á" có nhiều mỡ hơn mí mắt của người da trắng.

### Sự phổ biến

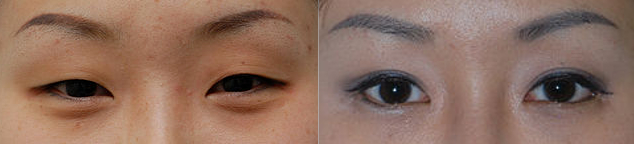
Một phụ nữ Hàn Quốc, trước (trái) và sau (phải) phẫu thuật mắt hai mí. Chú ý đến việc loại bỏ phần nếp mí ở góc mắt trong trên cả hai bức ảnh.

| Năm  | Nhóm chủng tộc          | Giới | Tỷ lệ mắt hai mí |
| ---- | ----------------------- | ---- | ---------------- |
| 1896 | Nhật Bản                | Nữ   | 82–83%           |
| 2000 | Người Singapore gốc Hoa | Nữ   | 66.7%            |
| 2007 | Người Hàn Quốc          | Nam  | 24.1%            |
| 2007 | Người Hàn Quốc          | Nữ   | 45.5%            |
| 2008 | Người Châu Á            | Nam  | 30.3%            |
| 2008 | Người Châu Á            | Nữ   | 41.3%            |
| 2009 | Châu Á                  | N/A  | 50.0%            |
| 2013 | Người Đài Loan          | Nữ   | 83.1%            |

## Văn hoá xã hội

### Phẫu thuật thẩm mỹ
Blepharoplasty là một thủ thuật phẫu thuật thẩm mỹ được thực hiện để chỉnh sửa các dị tật và cải thiện hoặc chỉnh sửa hình dạng của mí mắt. Với 1,43 triệu người đang làm thủ tục vào năm 2014, phẫu thuật tạo hình mí mắt là thủ thuật thẩm mỹ phổ biến thứ hai trên thế giới (tiêm độc tố Botulinum là thủ thuật đầu tiên), và là quy trình phẫu thuật thẩm mỹ được thực hiện thường xuyên nhất trên thế giới.
Phẫu thuật tạo hình mắt Đông Á hay còn gọi là "phẫu thuật tạo mắt hai mí" đã được ghi nhận là thủ thuật thẩm mỹ phổ biến nhất ở Đài Loan và Hàn Quốc. Mặc dù thủ thuật này cũng được sử dụng để củng cố các mô cơ và gân xung quanh mắt, mục tiêu phẫu thuật của phẫu thuật tạo hình mí mắt Đông Á là loại bỏ mỡ ở mí mắt và các mô tuyến tính bên dưới và xung quanh mí mắt để tạo nếp mí trên. Thủ thuật để loại bỏ nếp mí rẻ quạt (tức là epicanthoplasty) thường được thực hiện cùng với phẫu thuật tạo hình mí mắt Đông Á.
Việc sử dụng băng keo hai mặt hoặc keo dán định hình mí mắt để tạo ảo giác có nếp mí, hoặc đôi mắt "hai mí" đã trở thành một thực tế phổ biến ở Trung Quốc và các nước Châu Á khác. Ngoài ra, áp lực xã hội đối với phụ nữ trong việc phẫu thuật mí mắt và cũng phải sử dụng các phương pháp thay thế (dán mí). Phẫu thuật chỉnh sửa mí mắt đã trở thành một phẫu thuật phổ biến được khích lệ một cách tích cực, ngược lại với các loại phẫu thuật khác không được cổ vũ trong văn hóa người Trung Quốc.

### Qua đời
Sau khi chết, ở nhiều nền văn hóa, người ta thường kéo mí mắt của người đã khuất xuống để mắt được nhắm. Đây là một phần điển hình trong các nghi thức khâm liệm cuối cùng.